# Cyrtostylis tenuissima
Cyrtostylis tenuissima är en orkidéart som först beskrevs av William Henry Nicholls och Goadby, och fick sitt nu gällande namn av David Lloyd Jones och Mark Alwin Clements. Cyrtostylis tenuissima ingår i släktet Cyrtostylis, och familjen orkidéer. Inga underarter finns listade i Catalogue of Life.